# Řecko na Letních olympijských hrách 1996
Řecko se účastnilo Letní olympiády 1996. Zastupovalo ho 121 sportovců (87 mužů a 34 žen) v 18 sportech.

## Medailisté
| Medaile | Jméno                 | Sport                | Soutěž                   |
| ------- | --------------------- | -------------------- | ------------------------ |
| Zlato   | Ioannis Melissanidis  | Sportovní gymnastika | Muži prostná             |
| Zlato   | Nikolaos Kaklamanakis | Jachting             | Muži Sailboard (Mistral) |
| Zlato   | Pyrros Dimas          | Vzpírání             | Muži 83 kg               |
| Zlato   | Akakios Kakiasvilis   | Vzpírání             | Muži 99 kg               |
| Stříbro | Niki Bakogianniová    | Atletika             | Ženy skok vysoký         |
| Stříbro | Leonidas Sampanis     | Vzpírání             | Muži 59 kg               |
| Stříbro | Valerios Leonidis     | Vzpírání             | Muži 64 kg               |
| Stříbro | Leonidas Kokas        | Vzpírání             | Muži 91 kg               |